# Dodge Custom Royal
 (avril 2021).
La Dodge Custom Royal est une automobile qui a été produite par Dodge aux États-Unis pour les années modèles 1955 à 1959. Au cours de chacune de ces années, la Custom Royal était le niveau de finition le plus élevé de la gamme Dodge, au-dessus de la Dodge Royal de niveau intermédiaire et de la Dodge Coronet du niveau de base. Les modèles 2 portes et 4 portes à toit rigide, ainsi que le cabriolet, étaient appelés «Custom Royal Lancer», seule la berline 4 portes était strictement connue sous le nom de «Custom Royal»[réf. nécessaire].

## Production australienne
La Custom Royal a été assemblée par Chrysler Australia dans l'usine de Mile End en Australie-Méridionale à partir du début de 1958 à l'aide de kits CKD importés de Detroit. Elle n'était proposée qu'en berline quatre portes.

### Source
- « 1958 Dodge Royal, Custom Royal, and Coronet », sur Allpar.com (consulté le 14 avril 2021)